# Aha (faraone)
Aha (... – 3100 a.C.) è stato un faraone egizio, appartenente alla I dinastia.

## Biografia
Le notizie su questo sovrano sono estremamente scarse e frammentarie.
Il nome Aha compare nella Pietra di Palermo come unificatore dell'Egitto.
Questo fatto, unito al ritrovamento di una placchetta d'avorio dove, insieme al nome Aha, è riportato il geroglifico mn (leggibile come Meni), ha indotto alcuni studiosi, tra cui Jürgen von Beckerath, a ipotizzare che Narmer, Meni e Aha siano nomi di uno stesso sovrano.
Una placca di ebano rinvenuta ad Abido commemora una campagna contro i nubiani. È possibile che si debba a lui l'estensione del confine meridionale fino al nomo di Elefantina.
In altre iscrizioni il suo nome è accompagnato da Ricevendo l'Alto e il Basso Egitto e quindi è ipotizzabile che Aha abbia operato per consolidare l'opera di Narmer, suo predecessore.
Il Papiro Ebers, compilato in epoca hyksos, riporta la tradizione che vorrebbe Aha come medico, tradizione citata anche da Sesto Giulio Africano.
Regina principale di Aha potrebbe essere stata Benerib (Colei il cui cuore è dolce) e regina secondaria Khentap.
Nell'ipotesi che Aha e Narmer siano la stessa persona, avente il nome "Meni" come titolo, il ruolo di regina principale spetterebbe a Neithotep, probabilmente non madre di Djer, successore di Aha, a cui avrebbe fatto da reggente.
La tomba di Aha è stata identificata nel complesso B10-15-19 nella necropoli di Umm el-Qa'ab presso Abido, e presenta le tracce di sacrifici umani di servitori, per accompagnare il re nell'oltretomba.

## Liste Reali
| t · t | i |

| t · t | i |

| t · t | i |

| t · t | i |

| t · t | i |

| t · t | i |

| t · t | i |

| t · t | i |

|  | \| \| \| \| \| \| |
|  |                   |
|  |                   |
|  |                   |

|  |
|  |
|  |

| i | (?) |

| i | (?) |

| i | (?) |

| i | (?) |

| i | (?) |

| i | (?) |

| i | (?) |

| i | (?) |

## Titolatura
| G5 |

| G5 |

| D34 |

| D34 |

| D34 |

| D34 |

| D34 |

| D34 |

| D34 |

| D34 |

| G16 |

| G16 |

| t · t | i |

| t · t | i |

| G8 |

| G8 |

|  |

| M23 · X1 | L2 · X1 |

| M23 · X1 | L2 · X1 |

| t · t | i |

| t · t | i |

| t · t | i |

| t · t | i |

| t · t | i |

| t · t | i |

| t · t | i |

| t · t | i |

| G39 | N5 |

| G39 | N5 |

|                   | \| \| \| Non ancora in uso \| \| \| |
|                   |                                     |
| Non ancora in uso |                                     |
|                   |                                     |

|                   |
| Non ancora in uso |
|                   |

## Altre datazioni
| Autore           | datazione             |
| ---------------- | --------------------- |
| Krauss/Schneider | 3000 a.C. - 2980 a.C. |
| von Beckerath    | 3007 a.C.-2975 a.C.   |
| Malek            | 2972 a.C. - 2839 a.C. |